# Кріс Еддісон
Крістофер Девід Еддісон (Christopher David Addison; нар. 5 листопада 1971) — британський комік, сценарист, актор і режисер.Найбільш відомий своєю роллю постійного учасника дискусії на шоу Mock the Week. Він також відомий своїми комедійними шоу, два з яких він пізніше адаптував для BBC Radio 4.
Крім стендапу, Еддісон зіграв Оллі Рідера в сатиричному серіалі BBC Two Гуща подій і Тобі Райта в фільмі У петлі, знявся в комедійній драмі Sky Living Повторна спроба і з'явився в трьох епізодах 8 сезону Доктора Хто. Він також був співавтором ситкому BBC Two «Лабораторні щури» та знявся в ньому. До того він вів щотижневе комедійне новинне сатиричне шоу 7 Day Sunday на BBC Radio 5 Live з 2009 по 2010 рік. У 2020 році він став співавтором комедійного серіалу FX для батьків «Селекціонери» з Мартіном Фріменом у головній ролі.

## Раннє життя
Еддісон народився в Кардіффі (Уельс), в родині англійців. У віці чотирьох років переїхав з батьками до села Ворслі (Солфорд, Англія). Він в Манчестерській гімназії, незалежній школі для хлопчиків у Манчестері. Після закінчення школи він вступив до Бірмінгемського університету, де вивчав англійську літературу з наміром стати театральним режисером. Після того, як його режисерські плани не склалися, він став коміком.

## Кар'єра

### Стендап

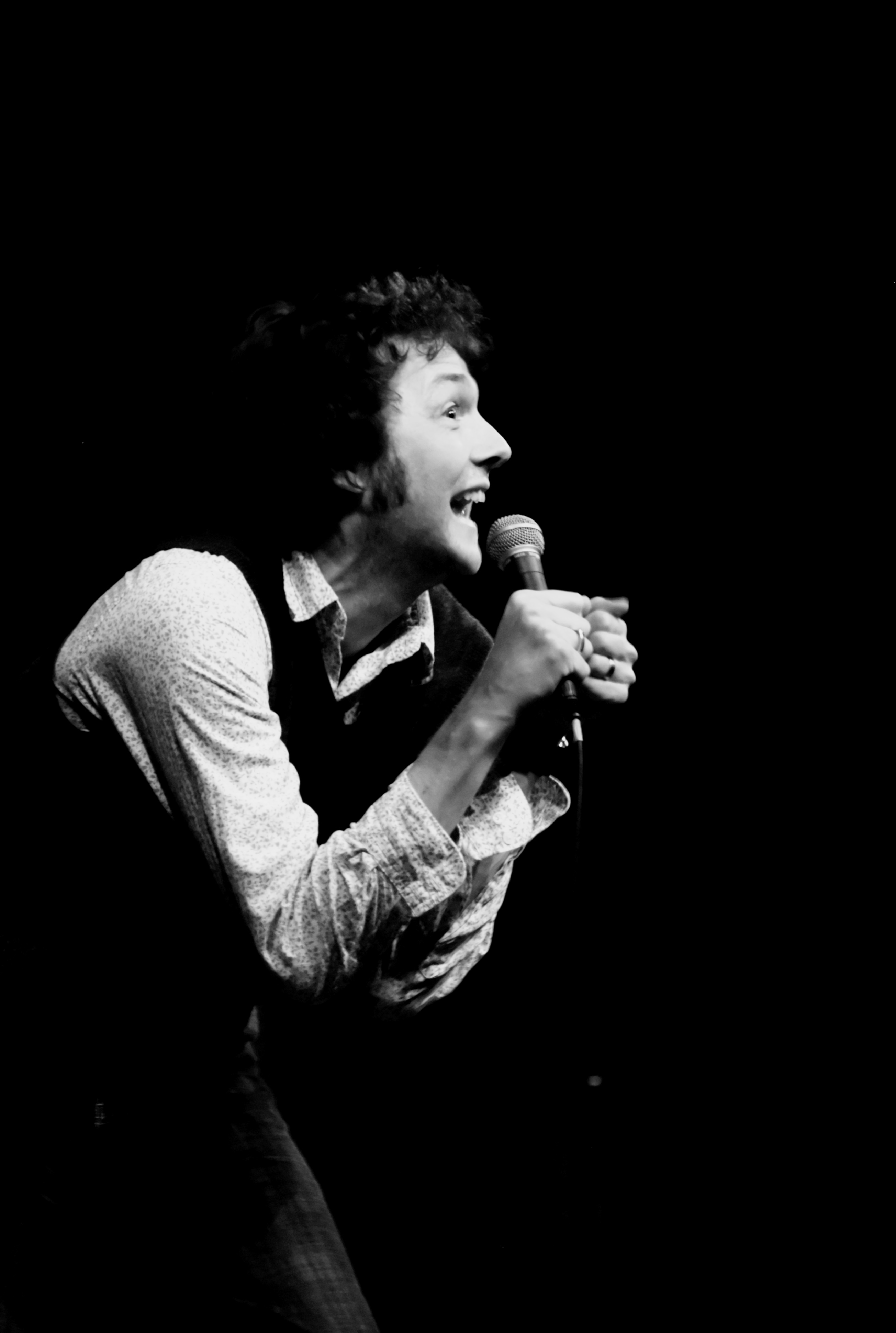
Аддісон виступає на Resofit, благодійному концерті для Resonance FM, 2007

Перше персональне шоу Еддісона на Единбурзькому вуличному театральному фестивалі відбулося в 2003 році, за що він був номінований як найкращий новачок на Премію Пер'є. Кілька років підряд він виступав на цьому фестивалі, отримавши дві номінації на премію Пер'є — за шоу Civilization у 2004 році та Atomicity у 2005 році. У 2005 році він виграв нагороду «Кращий комік року в міському житті», який проходив у північно-західній Англії.

#### Единбурзький вуличний театральний фестиваль
- 1998 Кріс Еддісон
- 1999 Джентльмен-учений акробат
- 2000 Торти і ель
- 2001 Ліверез, правий борт додому
- 2002 The Ape That Got Lucky (пізніше адаптована для BBC Radio 4)
- 2004 Цивілізація (номінація на премію Perrier Comedy Award, пізніше адаптована для BBC Radio 4)
- 2005 Atomicity (номінація на премію Perrier Comedy Award)

### Радіо
У 2004 році, Еддісон був співавтором сценарію та зіграв у радіоп'єсі у жанрі політичної сатири «Відділ» разом із Джоном Олівером та Енді Зальцманом. Він створив 14 епізодів у трьох сезонах на BBC Radio 4.
У серпні 2005 року Radio 4 випустив радіосеріал «Мавпа, якій пощастило». У цій програмі брали участь колеги-коміки Джеффрі МакГіверн, Джо Енрайт і Ден Тетселл. 8 травня 2006 року «Мавпа, якій пощастило» отримала золоту нагороду в категорії комедійного виробництва на Sony Radio Academy Awards.

### Телебачення
З 2005 по 2012 рік Еддісон з'являвся в телевізійному сатиричному комедійному телесеріалі BBC The Thick of It як Олівер «Оллі» Рідер, молодший радник (пізніше спеціальний радник) Державного секретаря (Департамент із соціальних справ і громадянства). Він з'являвся в усіх епізодах серіалу, а також у двох спеціальних серіях «Повстання божевільних» і «Прядильники та невдахи».
Еддісон також знявся у спін-оффі фільму The Thick of It під назвою У петлі, зігравши Тобі Райта, персонажа, дуже схожого на його роль у телевізійному оригіналі.
У липні 2008 року BBC Two показала ситком «Лабораторні щури» з Еддісоном у головній ролі, написаний у співавторстві з Карлом Купером. У фільмі «Лабораторні щури» знялися Джо Енрайт, Джеффрі МакГіверн і Ден Тетселл, з якими Еддісон раніше працював над радіоадаптаціями своїх моношоу «Мавпа, якій пощастило» та «Цивілізація» .
«Лабораторні щури» — це повернення до традиційного, насиченого жартами, студійного формату ситкому, який останнім часом вийшов з моди на користь однокамерного ситкому. Загалом серіал не був добре сприйнятий критиками і не був продовжений на другий сезон.
Після кількох виступів у комедійному панельному шоу Mock the Week у вересні 2011 року Еддісон став постійним учасником панелі, з'являючись у кожному епізоді, починаючи з другої частини 10 сезону до 12 сезону (2013).
У 2014 році Еддісон знялася в серіалі Повторна спроба на телеканалі Sky Living.
У 2000 році Еддісон був співведучим короткочасного комедійного серіалу Dotcomedy на каналі Channel 4 разом з Гейл Портер. Це було пізнє нічне шоу з відеокліпами та іншим гумором, отриманим з Інтернету.
Він з'являвся шість разів у шоу У мене є для вас новини, один раз у шоу Would I Lie to You? і двічі у 8 з 10 котів. Еддісон також з'явився в 3 серії 5 сезону у стендап-шоу Наживо в Аполлоні. Він тричі з'являвся на QI .
Еддісон з'явилася на шоу Грема Нортона 16 квітня 2009 року, рекламуючи In the Loop . 18 квітня 2010 року він з'явився в шоу Ендрю Марра, щоб прокоментувати політичні теми тижня, зокрема хмару вулканічного попелу з Ісландії та передвиборчі дебати.
Він з'явився в телесеріалі «Скінс» як професор Девід Блад, директор коледжу Раундв'ю та батько персонажа третього покоління Грейс Вайолет. 4 листопада 2010 року Еддісон вів програму Have I Got News For You на BBC, раніше будучи гостем шоу.
Влітку 2011 року Еддісон вів комедійне чат-шоу E4 під назвою Show and Tell, у кожному з 8 епізодів якого брали участь три запрошені стендап-коміки.
Еддісон також знявся в дитячому телешоу «Жахливі історії» .
У серпні 2014 року було оголошено, що Еддісон виступить гостем у фінальній серії восьмого сезону «Доктора Хто» разом зі своїм колишнім партнером по фільму «Веселе» Пітером Капальді, який грає Дванадцятого Доктора. Його персонаж, Себ, вперше з'явився в серії «Наглядач», а потім з'явився в наступних епізодах «Темна вода» та «Смерть на небесах».

#### Режисура та продюсування
У 2013 році він почав працювати режисером ситкому Veep на телеканалі HBO . Він зняв 13 серій. За свою роботу у 2016 році він отримав премію Гільдії режисерів Америки за найкращу режисуру комедійного серіалу та отримав номінацію на премію Еммі за найкращу режисуру комедійного серіалу. Окрім режисури, у 2015 році він також був виконавчим продюсером. За цю роботу над третьою серією він та інші продюсери шоу отримали номінацію на премію Еммі за найкращий комедійний серіал.
У 2020 році прем'єра ситкому «Селекціонери» відбулася на американському телеканалі FX і британському Sky One. Фільм «Селекціонери» був створений Еддісоном, головною зіркою Мартіном Фріменом і сценаристом комедій Саймоном Блеквеллом і заснований на власному досвіді Фрімена як батька. Еддісон зняв 6 епізодів.
У 2019 році Еддісон зняв кінокомедію Шахрайки з Ребел Вілсон і Енн Гетевей у головних ролях, римейк фільму Неприторені шахраї (1988), який, у свою чергу, був рімейком фільму Казка на ніч (1964).

## Особисте життя
Зараз Еддісон живе в Бромлі, південно-східний Лондон, зі своєю дружиною та двома дітьми: хлопчиком і дівчинкою.
Він є членом Лейбористської партії.